# Vieux-Habitants
Vieux-Habitants è un comune francese di 7.893 abitanti situato nella parte occidentale dell'isola di Basse-Terre e facente parte del dipartimento d'oltre mare di Guadalupa.